# Benedek Elemér Vidos
Benedek Elemér Vidos  (* 7. Februar 1902 in Budapest; † 18. März 1987 in Nijmegen) war ein niederländischer Romanist ungarischer Herkunft.

## Leben und Werk
Vidos wurde geboren als „Benedek Elemér Wallerstein“. 1910 trat sein Vater vom jüdischen zum katholischen Glauben über und wechselte den Namen in „Vidos“. Er selbst benutzte später als Vornamen auch die Version „Benedictus Eleutherius“ oder kurz „B. E.“
Vidos studierte in Budapest Französisch, Lateinisch, Spanisch und Italienisch, dann bei Giulio Bertoni in Bologna und bei Ernst Gamillscheg in Berlin. Er promovierte 1928 mit der Arbeit Szóföldrajzi kutatások (Sprachgeografische Untersuchungen) und war Gymnasiallehrer in Budapest. 1932 ging er als Dozent für Italienisch und Spanisch an die Universität Nijmegen und war dort von 1946 bis 1971 Professor für Romanische Philologie.
Vidos‘ Geschichte des ins Französische übergegangenen italienischen nautischen Wortschatzes von 1939 wurde von Ernst Gamillscheg als „wirklich große Leistung“ gewürdigt (Zeitschrift für französische Sprache und Literatur 63, 1939, S. 86). Sein Handbuch der romanischen Sprachwissenschaft (ursprünglich 1956) erschien in fünf Sprachen, darunter Deutsch.

## Werke
- La forza di espansione della lingua italiana. Discorso pronunziato per l'inaugurazione dei corsi di filologia italiana e spagnuola all'Università cattolica Carlo Magno di Nimega martedi 15 novembre 1932 da B. E. Vidos, Nijmegen 1932
- Beiträge zur französischen Wortgeschichte, in: Zeitschrift für französische Sprache und Literatur 57–58, 1933–1934
- Storia delle parole marinaresche italiane passate in francese. Contributo storico-linguistico all'espansione della lingua nautica italiana, Florenz 1939
- Handboek tot de romaanse taalkunde, 's-Hertogenbosch 1956 (italienisch: Manuale di linguistica romanza, Florenz 1959, 1970, 1975; spanisch: Manual de lingüística románica, aus dem Italienischen übers. von Francesc de Borja Moll, Madrid 1963, 1973; deutsch: Handbuch der romanischen Sprachwissenschaft, übers. von Georg Roellenbleck, München 1968; portugiesisch: Manual de lingüística românica, Rio de Janeiro 1996, 2001)
- Prestito, espansione e migrazione dei termini tecnici nelle lingue romanze e non romanze. Problemi, metodo e risultati, Florenz 1965 (Sammelschrift)